# هاوسفول 2
هاوسفول 2 (بالإنجليزية: Housefull 2)، ويسمى أحيانًا هاوسفول 2: الدزينة القذرة، هو فيلم كوميدي أكشن باللغة الهندية عام 2012 من تأليف وإخراج ساجد خان. شارك الأخوان ساجد سامجي وفرهاد سامجي في كتابة الفيلم تحت إشراف ثنائي ساجد-فرهاد، استنادًا إلى قصة من تأليف ساجد نادياوالا.
يحتوي هاوسفول 2 على مجموعة كبيرة من الممثلين من بطولة ريشي كابور، راندير كابور، ميثون تشاكرابورتي، أكشاي كومار، آسين، جون أبراهام، جاكلين فرنانديز، ريتيش ديشموخ، شرياس تالباد، زارين خان، تشنكي بانداي، شازان بادامسي وبومان إيراني. صدر الفيلم في دور العرض السينمائية في 5 أبريل 2012، وسط استقبال متباين. تم إنتاج الفيلم بميزانية 60–64 كرور روبية، وحقق الفيلم 186 كرور روبية هندية (31 مليون دولار أمريكي) في جميع أنحاء العالم، ليصبح أحد أعلى الأفلام الهندية ربحًا في عام 2012.

## الحبكة
ساني، ماكس، جولي وجاي هم أفضل الأصدقاء الذين يدرسون معًا في الكلية. ذات يوم في حفل وداع الكلية، تشعر صديقة ماكس سونيا بالانجذاب نحو ساني وتحاول إقامة علاقة جنسية معه. عندما يتمكن ماكس من الإمساك بهم، تكذب عليه سونيا وتقول لها أن ساني تحرش بها. يؤدي هذا إلى قتال كبير بالأيدي بين الاثنين، حيث يصفع ماكس ساني، وكلاهما يتحولان إلى أعداء لدودين وينفصلان.

### بعد 10 سنوات
ساني، ماكس، جولي وجاي هم أفضل الأصدقاء الذين يدرسون معًا في الكلية. ذات يوم في حفل وداع الكلية، تشعر صديقة ماكس سونيا بالانجذاب نحو ساني وتحاول إقامة علاقة جنسية معه. عندما يتمكن ماكس من الإمساك بهم، تكذب عليه سونيا وتقول لها أن ساني تحرش بها. يؤدي هذا إلى قتال كبير بالأيدي بين الاثنين، حيث يصفع ماكس ساني، وكلاهما يتحولان إلى أعداء لدودين وينفصلان.
يسيء تشينتو تفسير إحدى نكات آخري التي تقول أن جاي لا يشبه والديه وربما يكون غير شرعي. لم يسمع والداه تعليقات أخري؛ يهاجم تشينتو راجندرا لفظيًا وهو يصرخ. يعاني راجندرا من نوبة قلبية، مما يؤدي إلى نقله إلى المستشفى. يتعهد جاي بالانتقام ويطلب من جولي (ابن الملياردير "جيه دي") أن يذهب إلى تشينتو، ويوافق على الزواج من هيينا ثم يكسر حفل الزفاف في النهاية.
ومع ذلك، فإن جولي مشغول بمحاولة تقديم صديقته جيلو إلى JD ولا يريد التدخل. يقترح على ماكس أن يتظاهر بأنه جولي، الذي يوافق. يذهب جاي وماكس ولكن ينتهي بهما الأمر بالخطأ في منزل دابو، ويدركان لاحقًا خطأهما. ثم يقنع جولي ساني بالهبوط في منزل تشينتو، وهناك يصبح حارسه الشخصي. لاحقًا، يرسل تشينتو ودابو ساني وماكس مع هيينا وبوبي على التوالي في رحلة بحرية لحضور حدث سلامة الحيوان. لكن بالصدفة، انتهى بهم الأمر جميعًا على جزيرة.
في هذه العملية، يصبح ماكس وساني أصدقاء مرة أخرى، وتقوم هيينا وبوبي أيضًا بترتيب علاقتهما. لقد وجدوا منتجعًا وعادوا إلى ديارهم. ماكس يخطب بوبي وساني لهينا. كما يقع جاي في حب بارول باتيل. يقوم شينتو بتغطية أعين جولي وساني وهيينا، ويأخذهم إلى منزل جيه دي. بعد رؤية جولي يحمل إكليل ساني، يفترض JD أن جولي كان مخطوبًا لهينا. لحسن الحظ، ساني أقنعه. يكشف جولي لاحقًا لماكس وساني أن اسمه الحقيقي هو جوالا، وأن جي دي كان في الواقع لصًا منذ ما يقرب من 20 عامًا. ويكشف أيضًا أن بارول هي ابنة باتوك باتيل صديق جيه دي والتي رتب جيه دي زواجه منها منذ 20 عامًا. (عندما كان جوالا/جولي طفلاً حرفيًا)
بينما يخدع ساني شينتو، يتصل دابو بحماس ويخبره أن هيينا ستتزوج ابن جيه دي جولي (في الواقع ساني). دابو يعتقد أن ماكس هو جولي، فيأخذ ماكس وبوبي إلى قصر جيه دي. يتعامل ساني مع الموقف بشكل جيد من خلال خداع JD باستمرار. من خلال اتخاذ اسم الإلهة بهادراكالي باعتباره محبها الحقيقي، صرح بأن ماكس هو صديق جولي الذي يخطب بوبي وأن والد ماكس يعارض زواجهما. ثم يرحب JD بجميعهم ويطلب منهم البقاء هناك حتى زواج بوبي وماكس. ويصل باتوك أخيرًا إلى هناك مع بارول. يأتي جاي وجولي لاستقبالهم من المطار. لكن عندما يرون بارول وجاي وجولي/جوالا يكذبون ويقولون أن جاي هو جولي. تسعد بارول عندما تسمع هذا لأنهم يحبون بعضهم البعض. تقدم جاي لو لجولي/ جوالا إنذارًا نهائيًا - خذني إلى منزلك أو انسيني. لمساعدة جولي/ جوالا، تكذب ساني على جاي دي، قائلة إن جاي لو هي خطيبته، ويوافق جاي دي مرة أخرى على السماح لها بالعيش هناك حيث تتخذ ساني اسم الإلهة بهادراكالي. ساني وماكس يكذبان على حميهما ويقولان إن الرجل الآخر هو ابن جيه دي وخادمة في القصر، مما يخلق الكثير من الارتباك.
عندما يخبر والد ساني ( رانجيت ) ومعلم ماكس أن لا يكسروا قلب أي شخص، يخبر ساني وماكس هيينا وبوبي الحقيقة. غاضبًا، صفع بوبي وهيينا ماكس وساني على التوالي وأخبروهما أنهما لا يريدان رؤية وجوههما مرة أخرى. لكن بسبب اعتقادهما أنه بدلاً من إخبارهما الحقيقة، كان بإمكان ساني وماكس أن يفعلا المزيد من الخطأ معهما، سامحتا الأختان الصبيين في اليوم التالي. هناك أيضًا ينفذ جاي وجولي خطتهما للانتقام من كابور بناءً على نصيحة والد جاي.
في يوم زفاف الأزواج الأربعة، علم جيه دي وآباء العرائس الأخريات الحقيقة بشأن العرسان وأنهم كانوا يكذبون حتى الآن. وأخيرًا، يتمكن بوبي وهيينا من إقناع آبائهما بنسيان عداوتهما والعيش معًا كأخوين شرعيين. تشينتو ودابو يتشابكان بالأيدي وكذلك زوجاتهما. لكن JD لم يقتنع بقولهم الحقيقة، لذلك تحول مرة أخرى إلى Jagga Dacoit وبدأ في تخويف العائلات بمسدسه. يحاول إطلاق النار على ساني بمسدسه بينما يركض ساني نحو JD لإنقاذه من الثريا المتساقطة ثم يفهم ما كان يحدث. في النهاية، يتزوج جميع العرسان من صديقاتهم.

## الممثلون
- ريشي كابور في دور شينتو كابور، الأخ الأصغر لدابو، زوج سويتي، والد هينا، والد زوج صني.
- راندهير كابور في دور دابو كابور، الأخ الأكبر لشينتو، زوج دوللي، والد بوبي، والد زوجة ماكس
- ميثون تشاكرابورتي في دور Jagga "JD" Kanojia (Jagga Daaku)، الداكويت السابق المخيف، والد جوالا، ووالد زوجة جاينا.
- أكشاي كومار بدور سونيل "صني" بوجاري، حبيب هينا وزوجها لاحقًا، وابن رانجيت، وماكس، وأفضل أصدقاء جوالا وجاي، وصهر شينتو وسويتي
- جون أبراهام في دور ماكس مهروتكار، حبيب بوبي وزوجها لاحقًا، ساني، أفضل أصدقاء جوالا وجاي، دابو وصهر دوللي
- ريتيش ديشموك في دور جوالا "جولي" كانوجيا، حبيب جينا وزوجها لاحقًا، وابن جيه دي، وساني، وأفضل صديق لماكس وجاي
- شرياس تالباد في دور جاي باباني، حبيب بارول وزوجها لاحقًا، وابن راجندرا، وساني، وأفضل صديق لماكس وجوالا، وصهر باتوك
- أسين بدور هينا كابور/بوجاري، حبيبة ساني وزوجتها لاحقًا، ابنة شينتو وسويتي، أخت ابن عم بوبي
- بومان إيراني في دور باتوك باتيل، مفوض شرطة سابق، أفضل صديق لـ JD، والد بارول، والد زوجة جاي
- جاكلين فرنانديز بدور بوبي كابور/مهروتكار، حبيبة ماكس وزوجته لاحقًا، ابنة دابو ودولي، أخت ابنة عم هينا
- زارين خان في دور Jayshree "JLo" Loganathan/Kanojia، حبيبة جوالا وزوجته اللاحقة، زوجة ابن جي دي.
- شازان بادامسي بدور بارول باتيل/باباني، حبيبة جاي وزوجته لاحقًا، ابنة باتوك، زوجة ابن راجندرا
- تشانكي باندي في دور آخري باستا، مستشارة الزواج
- ماليكا أرورا في دور أناركالي
- سوبرانا مارواه بدور سويتي كابور، زوجة شينتو، والدة هينا، وحمات ساني
- جوني ليفر في دور ميثاي فيشواسراو باتيل، خادم جي دي المخلص
- فيريندرا ساكسينا في دور راجندرا باباني، والد جاي، والد زوجة بارول.
- نيلو كوهلي بدور دوللي كابور، زوجة دابو، والدة بوبي، وحمات ماكس
- رانجيت في دور الدكتور رانجيت في. أسنا ك. بوجاري، والد ساني، ومعلم ماكس وشخصية الأب، ووالد زوجة هينا
- أوشوشي سينجوبتا في دور سونيا لوثرا، صديقة ماكس السابقة
- فيندو دارا سينغ في دور سوسا دكوستا، رئيس جاينا

## الموسيقى التصويرية
تم إصدار الألبوم الكامل في 22 فبراير 2012. تم تسريب عملية صنع أغنية "Papa Toh Band Bajaye" إلى يوتيوب في أوائل يناير 2012.  رفع المغني أبيجيت بهاتاشاريا دعوى قضائية ضد منتجي الفيلم، قائلاً إن لحن أغنية "Do U Know" تم نسخه من أغنيته "Baje Jo Bansi" التي قدمها عام 2005. حصلت على جائزة Golden Kela لأفضل كلمات الأغاني. تمت كتابة كلمات الأغنية بواسطة سمير، وتم تلحين الأغاني بواسطة ساجد واجد. 
النتيجة الفيلم تم تأليفه بواسطة سانديب شيرودكار.
جميع الموسيقى من تأليف ساجد وواجد
| لا. | عنوان                              | المغني(ون)                                           | طول   |
| --- | ---------------------------------- | ---------------------------------------------------- | ----- |
| 1.  | "بابا توه باند باجاي"              | نيراج شريدار ‏                                        | 04:13 |
| 2.  | "أناركالي ديسكو تشالي"             | مامتا شارما ‏، سوخويندر سينغ                          | 04:53 |
| 3.  | "الآن الآن"                        | واجد خان، سونيدهي تشوهان، سونو نيجام، سوزان دي ميلو ‏ | 04:06 |
| 4.  | هل تعلم؟                           | شان، شريا غوشال                                      | 05:22 |
| 5.  | "أناركالي ديسكو شالي" (هايبر ميكس) | مامتا شارما، سوخويندر سينغ                           | 04:42 |
| 6.  | "الآن الآن" (ريمكس)                | واجد خان، سونيدهي تشوهان، سونو نيجام، سوزان دي ميلو  | 04:28 |
| 7.  | "هل تعلم" (ريمكس)                  | شان، شريا غوشال                                      | 05:16 |
| 8.  | "أناركالي ديسكو شالي" (ريميكس)     | مامتا شارما، سوخويندر سينغ                           | 04:01 |

## روابط خارجية
- الموقع الرسمي (نسخة أرشيفية)
- Housefull 2  في قاعدة بيانات الأفلام على الإنترنت (بالإنجليزية)
- هاوسفول 2 في روتن توميتوز.
- هاوسفول 2 في موقع بوكس أوفيس موجو.

1. ↑  Budget does not include marketing or promotional costs.